# آنتونی مکی
آنتونی دوین مکی (انگلیسی: Anthony Dwane Mackie؛ زادهٔ ۲۳ سپتامبر ۱۹۷۸) بازیگر آمریکایی است. نخستین نقش سینمایی او در فیلم درام ۸ مایل (۲۰۰۲) بود. او در سال ۲۰۰۴ برای بازی در درام برادر به برادر نامزد جایزه ایندیپندنت اسپیریت بهترین بازیگر مرد شد و در همان سال در فیلم هیجان‌انگیز روان‌شناختی کاندیدای منچوری و فیلم ورزشی محبوب میلیون دلاری ظاهر شد. او در فیلم تحسین‌شدهٔ نیمه نیلوفر (۲۰۰۶) نیز بازی کرد و در سال ۲۰۰۸ در فیلم مهیج چشم عقاب حضور داشت و برای مهلکه نامزد جایزه ایندیپندنت اسپیریت برای بهترین بازیگر نقش مکمل مرد شد. او توپاک شکور را در فیلم بدنام (۲۰۰۹) به تصویر کشید و بعداً در اداره تعدیل و فولاد ناب (هر دو در ۲۰۱۱) بازی کرد.
مکی با بازی در نقش سم ویلسون / فالکون / کاپیتان آمریکا در دنیای سینمایی مارول به شهرت جهانی دست یافت. او این نقش را با فیلم کاپیتان آمریکا: سرباز زمستان (۲۰۱۴) آغاز کرد و بازیگر نقش اول مینی‌سریال فالکون و سرباز زمستان (۲۰۲۱) و فیلم کاپیتان آمریکا: دنیای نو شگفت‌انگیز (۲۰۲۵) بود. در این زمان، مکی همچنین در فیلم‌های جنایی دیترویت (۲۰۱۷)، نفرتی که تو می‌کاری (۲۰۱۸)، فیلم ترسناک همزمان (۲۰۱۹) و بانکدار (۲۰۲۰) بازی کرد.

## فیلم‌شناسی
| به آثاری اشاره دارد که در حال حاضر منتشر نشده‌اند | به آثاری اشاره دارد که در حال حاضر منتشر نشده‌اند |

### فیلم
| سال  | عنوان                          | نقش                        | یادداشت‌ها               |
| ---- | ------------------------------ | -------------------------- | ----------------------- |
| ۲۰۰۲ | ۸ مایل                         | پاپا داک / کلارنس          |                         |
| ۲۰۰۳ | عبور کردن                      | کاس                        | انگلیسی: Crossing       |
| ۲۰۰۳ | جنایت در هالیوود               | کیلر «جوکر»                |                         |
| ۲۰۰۴ | پناهگاه                        | پری                        |                         |
| ۲۰۰۴ | کاندیدای منچوری                | پی‌اف‌سی رابرت بیکر          |                         |
| ۲۰۰۴ | او از من متنفر است             | جان هنری «جک» آرمسترانگ    |                         |
| ۲۰۰۴ | پناهگاه                        | همر                        |                         |
| ۲۰۰۴ | محبوب میلیون دلاری             | شاورل بری                  |                         |
| ۲۰۰۵ | مرد                            | بوتی                       |                         |
| ۲۰۰۶ | فریدم‌لند                       | بیلی ویلیامز               |                         |
| ۲۰۰۶ | نیمه نیلوفر                    | فرانک                      |                         |
| ۲۰۰۶ | سقوط بهشت‌ها                    | ویلیام لی                  |                         |
| ۲۰۰۶ | ما مارشال هستیم                | نیت رافین                  |                         |
| ۲۰۰۶ | متقاطع                         | تک                         |                         |
| ۲۰۰۷ | روز عروج                       | ناتانیل «نت» ترنر          | انگلیسی: Ascension Day  |
| ۲۰۰۸ | چشم عقاب                       | سرگرد ویلیام بومن          |                         |
| ۲۰۰۹ | مهلکه                          | گروهبان جی‌تی سنبورن        |                         |
| ۲۰۰۹ | بنفشه آمریکایی                 | ادی پورتر                  |                         |
| ۲۰۰۹ | بدنام                          | توپاک شکور                 |                         |
| ۲۰۰۹ | گل صحرا                        | هارولد جکسون               |                         |
| ۲۰۱۰ | شب به ما می‌رسد                 | مارکوس واشینگتن            |                         |
| ۲۰۱۱ | اداره تعدیل                    | هری میچل                   |                         |
| ۲۰۱۱ | ۱۰ سال                         | آندره ایرین                |                         |
| ۲۰۱۱ | شماره‌ات چنده؟                  | تام پایپر                  |                         |
| ۲۰۱۱ | فولاد ناب                      | فین                        |                         |
| ۲۰۱۲ | مردی روی لبه                   | مایک آکرمن                 |                         |
| ۲۰۱۲ | آبراهام لینکلن: شکارچی خون‌آشام | ویل جانسون                 |                         |
| ۲۰۱۳ | جوخه گانگستر                   | کلمن هریس                  |                         |
| ۲۰۱۳ | توبه                           | تامی کارتر                 |                         |
| ۲۰۱۳ | رنج و گنج                      | آدریان دوربال              |                         |
| ۲۰۱۳ | دسته پنجم                      | سام کولسون                 |                         |
| ۲۰۱۳ | رانر رانر                      | مأمور اریک شیورز           |                         |
| ۲۰۱۳ | شکست اجتناب ناپذیر میستر و پیت | کریس                       |                         |
| ۲۰۱۴ | کاپیتان آمریکا: سرباز زمستان   | سم ویلسون / فالکون         |                         |
| ۲۰۱۴ | سیاه یا سفید                   | جرمیا جفرز                 |                         |
| ۲۰۱۴ | پناهگاه                        | طاهر                       |                         |
| ۲۰۱۴ | بازی آرام نقش                  | برایان                     |                         |
| ۲۰۱۵ | انتقام‌جویان: عصر اولتران       | سم ویلسون / فالکون         |                         |
| ۲۰۱۵ | مرد مورچه‌ای                    | سم ویلسون / فالکون         |                         |
| ۲۰۱۵ | بحران برند ماست                | بن                         |                         |
| ۲۰۱۵ | عاشق کوپرها باش                | افسر پرسی ویلیامز          |                         |
| ۲۰۱۵ | شب قبل                         | کریس رابرتز                |                         |
| ۲۰۱۶ | تریپل ناین                     | مارکوس بلمونت              |                         |
| ۲۰۱۶ | کاپیتان آمریکا: جنگ داخلی      | سم ویلسون / فالکون         |                         |
| ۲۰۱۷ | دیترویت                        | کارل گرین                  |                         |
| ۲۰۱۸ | انتقام‌جویان: جنگ ابدیت         | سم ویلسون / فالکون         |                         |
| ۲۰۱۸ | نفرتی که تو می‌کاری             | پادشاه                     |                         |
| ۲۰۱۹ | آیو                            | میکاه                      | همچنین تهیه‌کننده اجرایی |
| ۲۰۱۹ | میس بالا                       | جیمی                       |                         |
| ۲۰۱۹ | انتقام‌جویان: پایان بازی        | سم ویلسون / فالکون         |                         |
| ۲۰۱۹ | شلیک به هدف                    | پل بوکر                    |                         |
| ۲۰۱۹ | سینکرانیک                      | استیو دنوب                 |                         |
| ۲۰۱۹ | سیبرگ                          | حکیم جمال                  |                         |
| ۲۰۲۰ | بانکدار                        | برنارد گرت                 | همچنین تهیه‌کننده        |
| ۲۰۲۱ | خارج از حصار                   | کاپیتان لئو                | همچنین تهیه‌کننده        |
| ۲۰۲۱ | زنی پشت پنجره                  | ادوارد «اد» فاکس           |                         |
| ۲۰۲۳ | ما یک روح داریم                | فرانک                      |                         |
| ۲۰۲۴ | کاپیتان آمریکا: نظم نوین جهانی | سم ویلسون / کاپیتان آمریکا | در حال توسعه            |
| ۲۰۲۴ | الکتریک استیت                  | TBA                        | صداپیشه                 |

### تلویزیون
| سال  | عنوان                  | نقش                                 | یادداشت‌ها                                                  |
| ---- | ---------------------- | ----------------------------------- | ---------------------------------------------------------- |
| ۲۰۰۲ | انگار                  | بار پترون                           | قسمت: «هفت»؛ ذکرنشده در تیتراژ                             |
| ۲۰۰۳ | نظم و قانون: قصد جنایی | کارل هاینز                          | قسمت: «پراودا»                                             |
| ۲۰۰۴ | شهر ساکر فری           | کی لوو (کیث)                        | فیلم تلویزیونی                                             |
| ۲۰۱۰ | ۳۰ برای ۳۰             | راوی                                | قسمت: «بهترین چیزی که هرگز نبود» (The Best That Never Was) |
| ۲۰۱۶ | تمام راه               | مارتین لوتر کینگ جونیور             | فیلم تلویزیونی                                             |
| ۲۰۱۸ | جانوران                | رسیپت (صدا)                         | ۲ قسمت                                                     |
| ۲۰۱۹ | آینه سیاه              | دنی پارکر                           | قسمت: «افعی‌ها ضربه می‌زنند»                                 |
| ۲۰۲۰ | کربن تغییر یافته       | تاکشی کواچ                          | ۸ قسمت                                                     |
| ۲۰۲۱ | فالکون و سرباز زمستان  | سم ویلسون / فالکون / کاپیتان آمریکا | نقش اصلی                                                   |
| ۲۰۲۱ | مارول استودیوز: مونتاژ | خودش                                | مستند؛ قسمت: «مونتاژ: ساخت فالکون و سرباز زمستان»          |
| ۲۰۲۱ | سولوس                  | تام                                 | مجموعهٔ آنتولوژی                                            |
| ۲۰۲۱ | جوایز ۲۰۲۱ اپسی        | خودش/میزبان                         | نمایش جایزه                                                |
| ن/م  | فلز درهم‌تنیده          | جان دو                              | نقش اصلی، سریال آینده                                      |

### بازی‌های ویدیوئی
| سال  | عنوان        | نقش      | یادداشت‌ها       |
| ---- | ------------ | -------- | --------------- |
| ۲۰۱۸ | ان‌بی‌ای ۲کا۱۹ | بیگ تانی | همچنین ضبط حرکت |

### جاذبه‌های پارک موضوعی
| سال  | عنوان               | نقش                        | یادداشت‌ها |
| ---- | ------------------- | -------------------------- | --------- |
| ۲۰۲۲ | دنیای سینمایی مارول | سم ویلسون / کاپیتان آمریکا | دیزنی ویش |